# Jägerhaus (Düsseldorf)

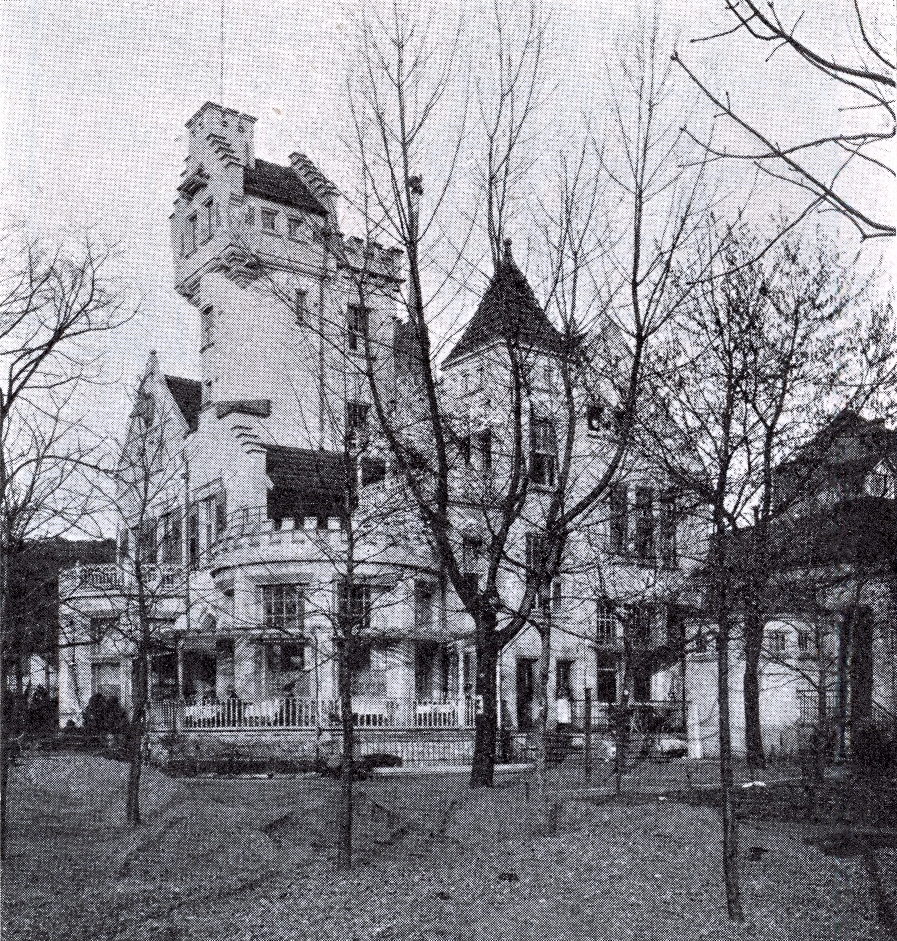
Alte Gartenansicht

Das Gebäude der Gaststätte Jägerhaus an der Ludenberger Straße 1 im Düsseldorfer Stadtteil Grafenberg ist ein denkmalgeschützter Bau im Stil der Neugotik. Er wurde 1897 durch den Architekten Peter Paul Fuchs an einen schon „vorhandenen Saalbau ländlicher Art“ angebaut. 1902 wurde ein besonderes Ausschankgebäude angebaut; gleichzeitig erfolgte ein Umbau. Am 13. Juli 1985 wurde das Gebäude unter Denkmalschutz gestellt. Der Düsseldorfer Architekten- und Ingenieur-Verein beschreibt im Jahre 1904 das damalige Gebäude:

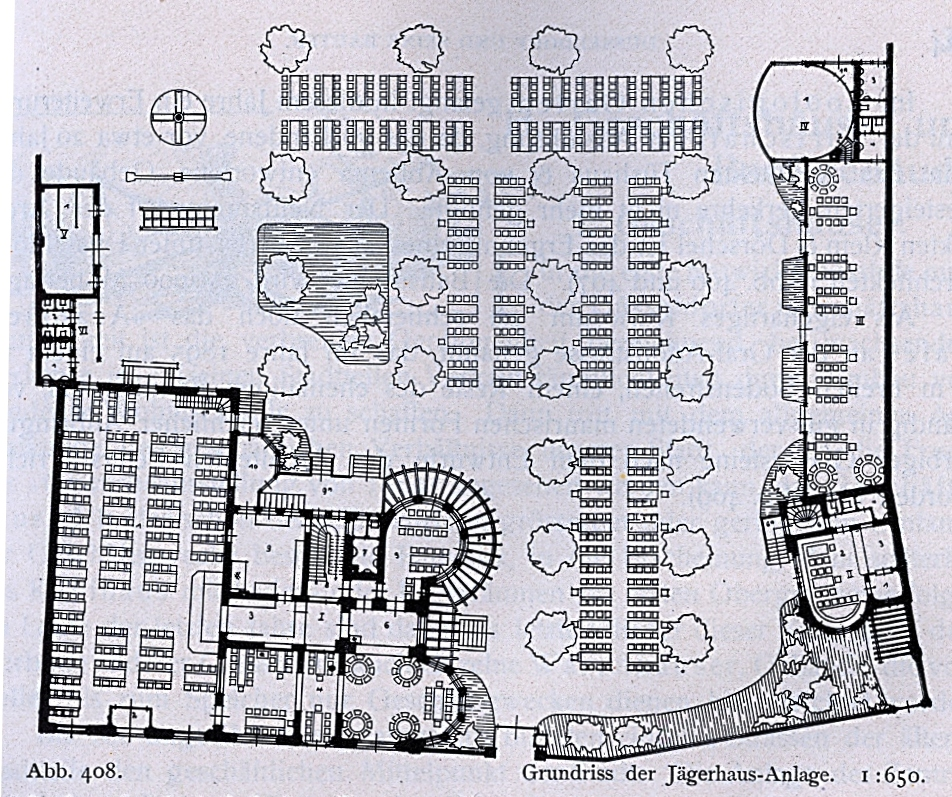
Grundriss
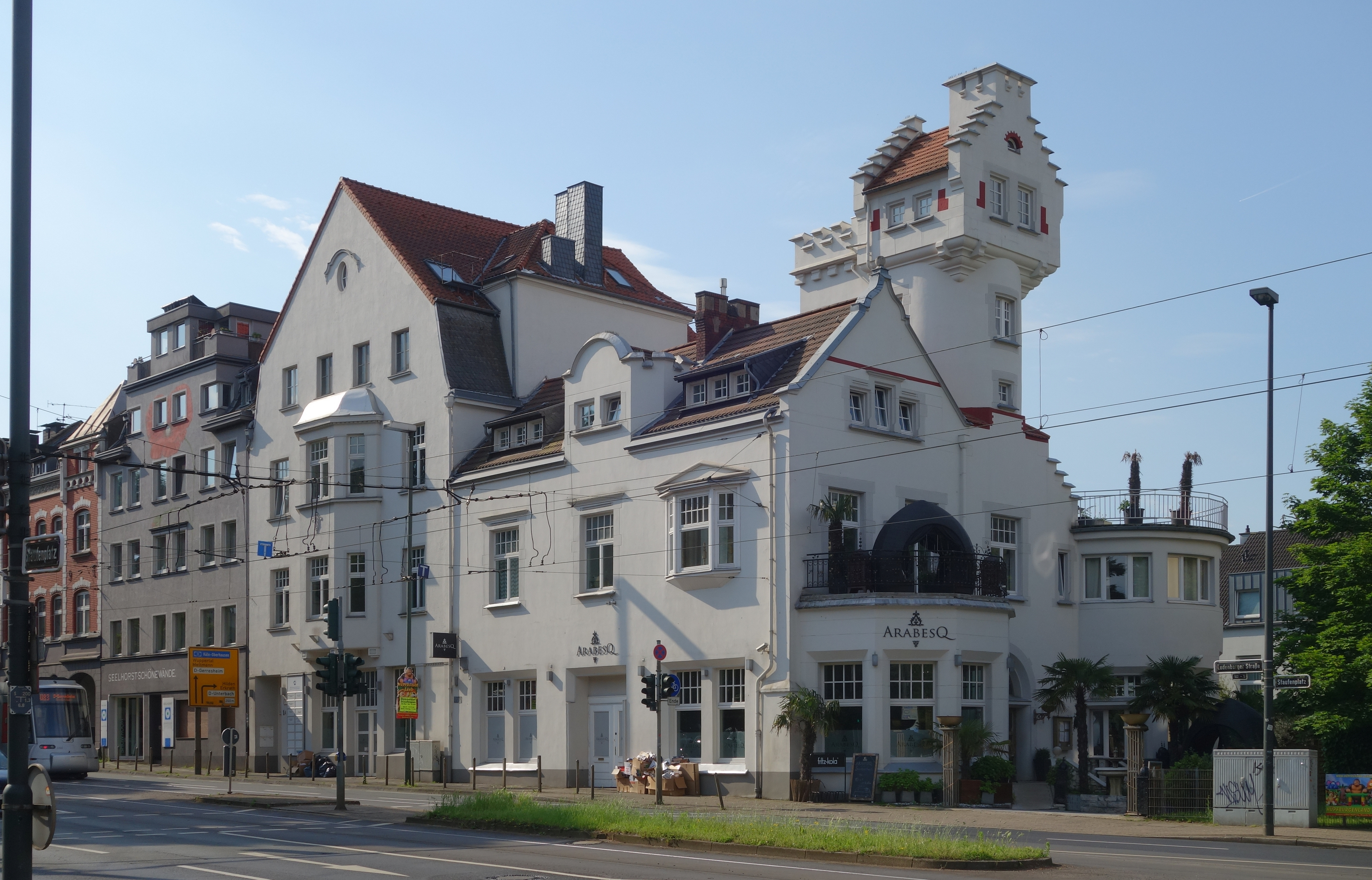
Gaststätte „Arabesq“ (2019)